# 順德港
順德港是中國廣東省佛山市順德區的一個客運港口，位於大良街道的德勝東路五沙大橋側，在1998年啟用。現時每日均有客運航線來往順德至香港。它的前身是1987年啟用的容奇港，1998年起遷至新城區的順德港。
未来佛山地铁3号线将在顺德港设站，并作为3号线的南端总站。
2020年2月1日，受COVID-19疫情影響，順德客運港發布《停航特別公告》，宣布自同年1月30日凌晨零時起，暫停往返香港、順德兩地的全部航班。2023年3月28日，珠江客運宣佈往返香港中國客運碼頭航班復航，並將為搭乘首日航班旅客免費送票。復航首日航班將由10:00從順德港開往香港中港城；以及16:30由香港中港城開往順德港。自同年3月31日起，則開始恢復平日航班時段安排。

## 服務航線、服務時間及班次
- 順德港至香港中國客運碼頭航線

|                     |                     |
| 船期表              |                     |
| 順德港 → 香港中港城 | 香港中港城 → 順德港 |
| 08:30 / 14:00       | 11:00 / 16:30       |
| 航程約1小時45分鐘   |                     |

## 票價
| 順德港 ⇔ 香港尖沙咀 |                |                |                |                |                |
| 超等舱（成人）      | 超等舱（兒童） | 头等舱（成人） | 头等舱（兒童） | 普通舱（成人） | 普通舱（兒童） |
| $ 240               | $ 140          | $ 220          | $ 130          | $ 190          | $ 120          |

## 接驳公交
| 巴士 \| 编号 \| 编号 \| 线路 \| 线路 \| 线路 \| 收费 \| 备注 \| \| ---- \| ---- \| ---------------------------- \| ---- \| ------ \| ---- \| ---- \| \| \| 907 \| 南方医科大学顺德医院公交总站 \| ⇆ \| 顺德港 \| 2元 \| \| |      |                              |      |        |      |      |
| 编号 | 编号 | 线路                         | 线路 | 线路   | 收费 | 备注 |
| | 907  | 南方医科大学顺德医院公交总站 | ⇆    | 顺德港 | 2元  |      |

## 外部連結
- 順港客運聯營有限公司 （页面存档备份，存于）